# Palmierina
Palmierina es un género de foraminífero bentónico de la subfamilia Psammosphaerinae, de la familia Psammosphaeridae, de la superfamilia Psammosphaeridae, del Suborden Saccamminina y del orden Astrorhizida. Su especie tipo es Crithionina teicherti. Su rango cronoestratigráfico abarca el Pérmico.

## Discusión
Clasificaciones previas incluían Palmierina en la Superfamilia Astrorhizoidea, así como en el Suborden Textulariina y/o Orden Textulariida.

## Clasificación
Palmierina incluye a las siguientes especies:
- Palmierina teicherti †